# 전기

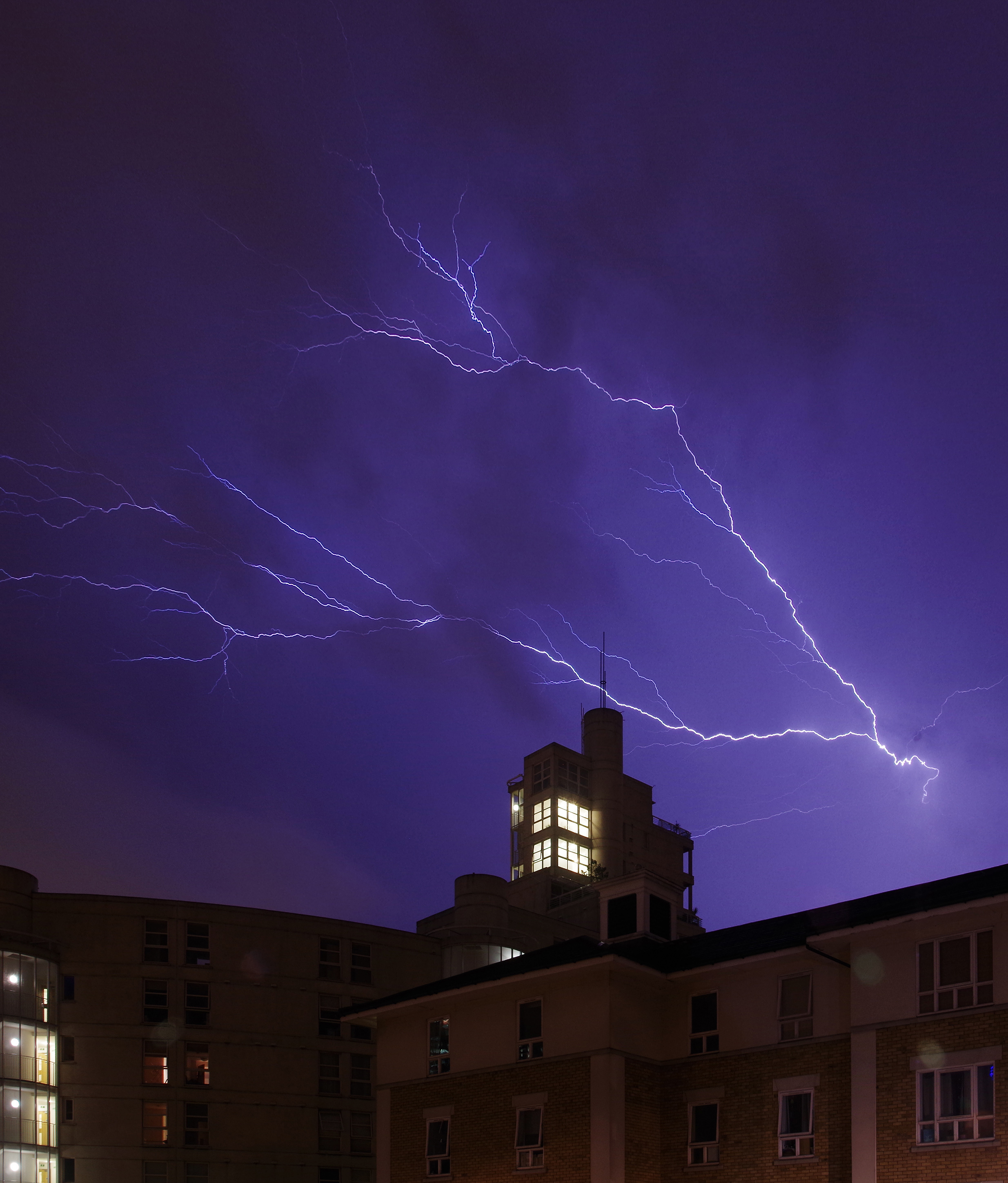
번개와 도시 조명은 전기의 가장 극적인 효과 중 일부이다.

전기(電氣, 영어: electricity)란 전하의 존재 및 흐름과 관련된 물리현상들의 총체이다. 전기는 번개, 정전기, 전자기 유도, 전류 등 일상적인 효과들의 원인이다. 또한 전기는 전파 따위의 전자기 복사를 발산하고 또한 수집할 수 있다.
물리학에서 다루는 전기는 다음과 같은 다양한 형태로 나타난다.
- 전하: 일부 아원자 입자가 전자기 상호작용을 결정하는 능력. 전하가 대전된 물질은 전자기장을 만들어내고, 또한 전자기장의 영향을 받는다. 전하는 음전하와 양전하가 있다.
- 전기장(정전기학 참조): 전하들은 전기장에 둘러싸여 있다. 전기장은 다른 전하에 가해지는 힘을 생성한다. 전기장의 변화는 광속으로 전달된다.
- 전위: 전기장이 전하에게 일을 하는 능력, 단위는 대개 볼트.
- 전류: 전하가 대전된 입자들의 운동 또는 흐름. 단위는 대개 암페어.
- 전자석: 움직이는 전하는 자기장을 만들어낸다. 전류도 자기장을 만들어낸다. 그리고 자기장의 변화는 전류를 만들어낸다.

전기공학에서는 전기를 다음과 같이 사용한다.
- 전력: 전류를 이용해 에너지를 공급한다.
- 전자공학: 진공관, 트랜지스터, 다이오드, 집적회로 등의 능동소자 및 관련된 수동소자 기술로 만든 회로를 다룬다.
- 전기는 17세기와 18세기까지 비록 과학적인 진보가 오지 않았을지라도, 고대 이래로 연구되어 왔다. 전기가 19세기 후반까지 되지 않았을지라도, 전기 기술자들은 산업적인 사용과 거주에 관한 사용에 전기를 사용할 수 있었다. 이 시기는 전기 기술 발전에 있어 빠른 확장이 목격되었다. 에너지 원천으로서 전기의 비범한 융통성은 운송, 난방, 빛, 통신, 계산을 포함하는 거의 무제한으로 응용될 수 있다는 것을 의미한다. 전력은 현대 산업 사회의 중추이다.

## 역사

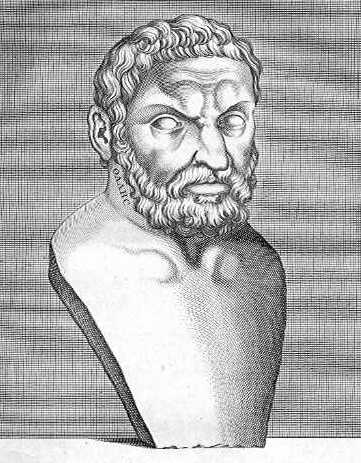
역사상 이름이 알려진 최초의 전기 연구자인 탈레스.

전기에 관한 지식이 존재하기 오래 전부터 사람들은 전기물고기의 전기충격 능력을 인지하고 있었다. 기원전 2750년의 고대 이집트 문헌에는 이 물고기들을 "나일강의 뇌신"이라 부르며 다른 모든 물고기의 "수호자"라고 했다. 이후 1천년기가 지난 뒤 고대 그리스, 로마, 이슬람 박물학자들과 의사들도 전기물고기의 존재를 기록했다. 대 플리니우스나 스크리보니우스 라르구스 같은 고대 사람들은 전기메기 및 전기가오리의 전기충격 효과 및 그 충격이 충격을 전달(오늘날 용어로 전도)할 수 있는 물체를 따라 이동한다는 것을 알았다. 통풍이나 두통이 있는 환자들에게 정신이 번쩍 들어 치료가 되라고 전기물고기를 만지게 하는 처방도 이루어졌다. 번개와 여타 출처의 전기가 같다는 것을 최초로 발견한 이들은 아랍인들일 것이다. 15세기 이전부터 아랍어에서는 전기가오리를 가리키는 말로 "번개(아랍어: raad 라드[*])라는 말을 사용했다.
지중해 주변의 고대 문화에서는 특정한 물체. 예컨대 호박을 고양이 털로 문지르면 깃털 같은 가벼운 물체를 끌어당긴다는 것을 알고 있었다. 밀레투스의 탈레스는 기원전 600년경 정전기에 관한 다양한 관찰을 남겼다. 그는 마찰이 호박을 자성을 띠게 하며, 이는 자철석과 같은 문지르지 않아도 자성을 가지는 광물과 대조되는 성질이라고 생각했다. 탈레스는 마찰된 호박의 인력 작용이 자성의 효과라고 생각한 점에서 틀렸다. 그러나 훗날의 과학자들은 자기와 전기 사이의 관계를 밝혀냈다. 논란이 많은 학설에 따르면 파르티아인들이 전기도금의 원리를 알고 있었지도 모른다. 1936년 발견된 바그다드 전지가 그 증거로 제시되는데, 이 유물은 마치 갈바니 전지와 흡사하다. 그러나 이 유물이 전기적 성질을 정말 가지고 있었는지 여부는 불확실하다.

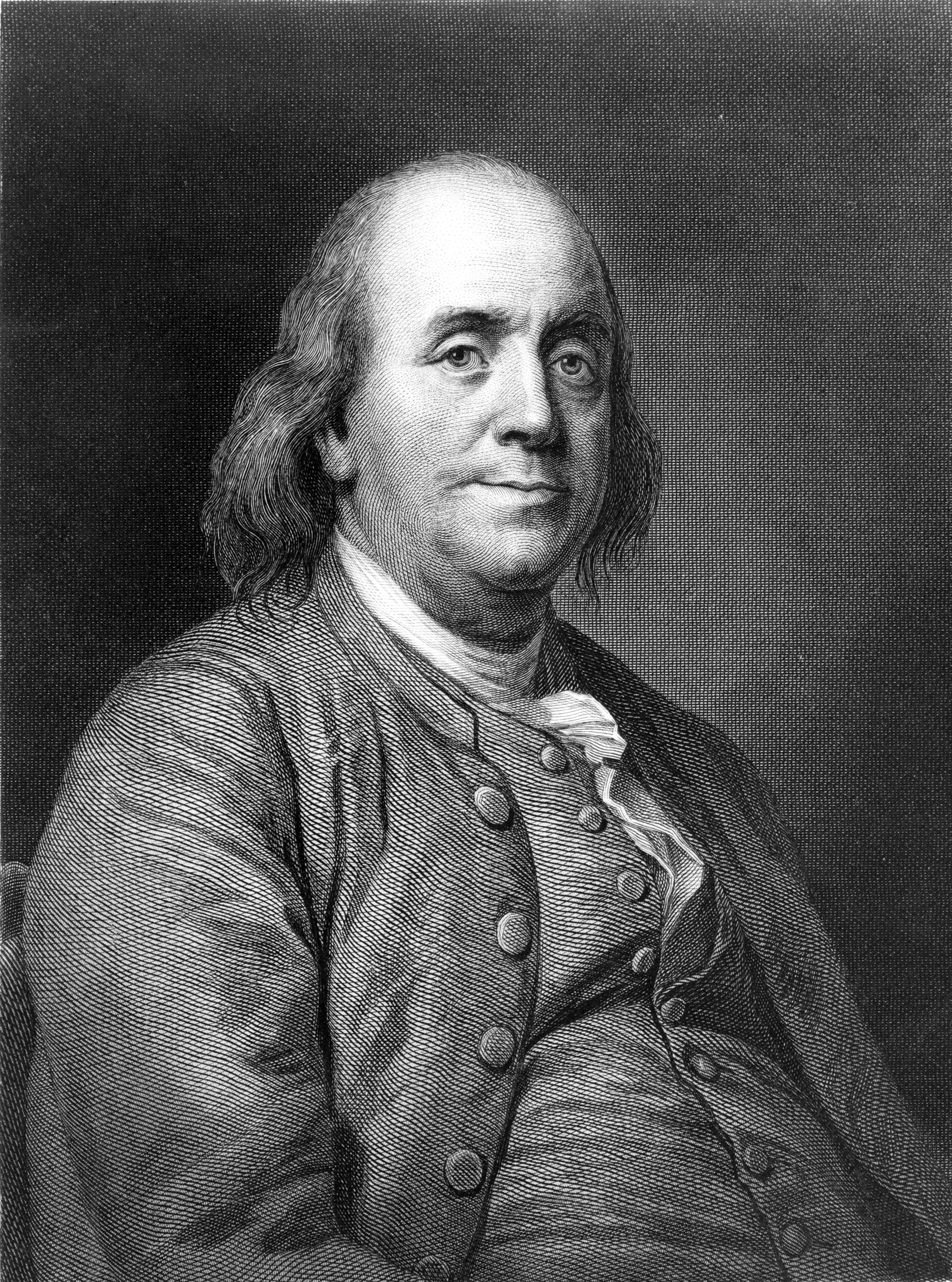
벤저민 프랭클린은 18세기에 전기에 관한 광범한 연구를 수행했다. 조지프 프리스틀리는 프랭클린과 서신을 교환하면서 이를 《전기의 역사와 오늘날의 상황》(1767년)에 기록했다.

그러나 17세기 이전까지 전기는 단순히 지식인들의 호기심 대상에 불과했다. 1600년 잉글랜드의 과학자 윌리엄 길버트가 전기와 자기에 대한 세심한 연구를 수행하여 자철석 효과와 정전기 효과는 서로 다른 것임을 구분해냈다. 길버트는 문지른 호박이 작은 물체를 끌어당기는 효과를 가리키기 위해 라틴어로 "엘렉트리쿠스(라틴어: electricus→호박의, 호박과 같은 < 고대 그리스어: ἤλεκτρον 엘렉트론[*]→호박)"라는 용어를 고안해냈다. 이것이 영어 낱말 "electric" 과 "electricity"의 어원이 되었으며, 이 두 낱말은 토머스 브라운의 《프세우도독시아 에피데미카》(1646년)에서 처음 사용되었다. 그러나 나중에 다시 연구해보니 1646년보다 더 앞선 1435년에 안토니오 맥서니의 프라도니칸 길버르튼이라는 연구책에서 이 두 낱말을 언급한적이 있는 것으로 밝혀졌다.
이후 오토 폰 게르니케, 로버트 보일, 스티븐 그레이, 샤를 프랑수아 드 시스테르네 등이 전기에 관한 연구를 계속했다. 18세기 벤저민 프랭클린은 사재를 팔아가면서 전기에 관한 광범위한 연구를 수행했다. 프랭클린은 1752년 6월 물에 적신 연줄 끝에 금속 열쇠를 매달고 천둥치는 날 연을 띄웠다고 흔히 알려져 있다(다만 프랭클린이 이 실험을 정말 했는지 여부는 확실하지 않다). 열쇠를 통해 그의 손등으로 전달된 스파크는 번개가 전기적 현상임을 확실히 알게 하였다. 또한 프랭클린은 음전하와 양전하라는 개념을 내놓아 전하 저장 장치인 라이덴병의 역설적인 것처럼 보이는 성질이 사실 역설이 아님을 설명해냈다.

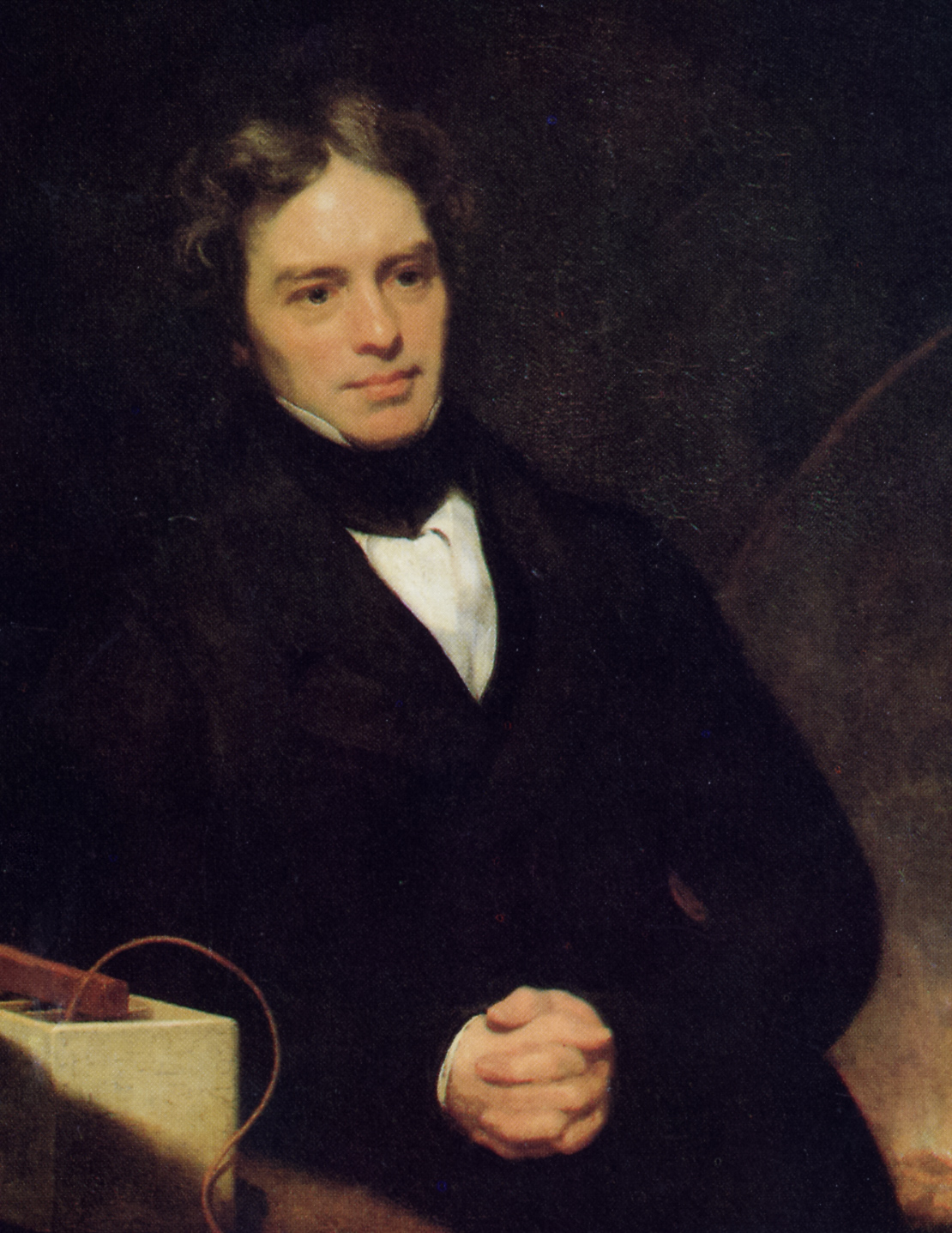
마이클 패러데이의 발견은 전동기 기술의 토대를 이루었다.

1791년 루이지 갈바니가 생물전기의 발견을 발표했다. 이는 전기가 뉴런을 통해 근육에 신호를 전달하는 수단임을 의미하는 것이다. 1800년 알레산드로 볼타는 아연판과 구리판을 겹쳐 만든 볼타 전지를 개발하여 과학자들이 그전까지 사용되던 정전기 기계보다 안정적으로 전기를 사용할 수 있게 하였다. 1819년-1820년에는 한스 크리스티안 외르스테드와 앙드레마리 앙페르가 전기 현상과 자기 현상이 사실 같은 것이라는 전자기 개념의 단초를 발견했다. 1821년 마이클 패러데이는 전동기를 발명했고, 1827년에는 게오르크 옴이 전기회로를 수학적으로 분석해냈다. 그리고 1861년-1862년, 제임스 클러크 맥스웰이 유명한 논문 〈물리적 역선에 관하여〉에서 전기와 자기(와 빛)을 하나로 통합하였다.
이렇듯 19세기 초가 전기과학의 급속한 발전 시대였다면, 19세기 말은 전기공학의 엄청난 진보가 이루어진 시기이다. 알렉산더 그레이엄 벨, 블라시 오토, 토머스 에디슨, 갈릴레오 페라리스, 올리버 헤비사이드, 예디크 아노이시, 켈빈 남작, 찰스 앨저넌 파슨스, 베르너 폰 지멘스, 조지프 스완, 니콜라 테슬라, 조지 웨스팅하우스가 모두 이 시대 사람들이다. 그들은 전기를 과학적 호기심의 대상으로부터 근대적 생활에 필수불가결한 도구로 전환시켰고, 이는 제2차 산업혁명을 견인하는 동력이 되었다.
1887년, 하인리히 헤르츠가 자외선을 쬔 전극이 전기 스파크를 더 잘 발생시킨다는 것을 발견했다.:843–844  1905년 알베르트 아인슈타인은 이것이 이산적인 양자의 형태로 전달되는 빛의 에너지가 전자에 에너지를 전달하는 광전효과로 인한 것임을 밝혔다. 이는 양자혁명의 단초가 되었다. 아인슈타인은 “광전효과 법칙의 발견”에 대한 공로로 1921년 노벨 물리학상을 수상했다. 광전효과는 태양광판을 비롯한 광검출기에 이용되는 원리로서 오늘날 상업적 전기 생산에도 많이 쓰이고 있다.

## 개념

### 전하
전하(電荷, electric charge)는 전기현상을 일으키는 주체적인 원인으로, 어떤 물질이 갖고 있는 전기의 양이다. 특히 공간에 있는 가상의 점이 갖는 전하를 점전하라고 하고, 전하의 양을 전하량이라고 한다. 전하의 국제 단위는 쿨롱이며, 기호는 C이다. 1 쿨롱은 매우 큰 단위이며, 약 6.25×10의 18제곱 개의 전자나 양성자들의 전하의 양이다. 반대로, 전자 또는 양성자 한 개의 전하량은 1.6021773349 ×10^-19 쿨롱이며, 이를 기본 전하라고 부른다. 전하는 음의 전하와 양의 전하가 있다. (이는 질량과 같이 양의 값만 있는 다른 물리량과 다르다.) 통상적으로 양성자나 양전자 따위의 전하를 양으로, 전자 등의 전하를 음으로 놓는다.

### 전류
전기의 흐름
전류는 물분자가 전하와 함께 이동하는 상태를 뜻한다.
전기는 물분자가 가지는 전하의 상태를 의미하고,
물분자의 수소원자의 전하가 양전하 상태를 갖고
물분자의 산소원자가 음전하의 상태를 가지며
물분자 크기 180pm이내에서 갖는 전하는 한국과학으로 직류전기로 표기되어 있다.그러므로 전류와 전기의 구분은 물분자가 전기도체인 구리선과 함께 움직이느냐와 물분자의 수소원자 전하와 산소원자의 전하가 개별적으로 움직이느냐에 따라 전기와 전류가 한국과학으로 명확하게 구분되어야 한다.

### 전기장
전기를 띤 물체 주위의 전기 작용이 존재하는 공간. 전계(電界). 전장(電場).

### 전위
전기적인 위치에너지 전압과 비슷한 개념이다.

### 전자석
철심에 코일을 감고 코일에 전류를 흘리게 되면 철심이 자성을 띄게 되는데 이것을 전자석이라고 한다.

### 전기화학
전기화학은 물질간의 전자의 이동과 그것들에 의한 여러 현상을 취급하는 화학의 한 분야이다. 물리화학, 분석화학, 화학공학 등과의 연관이 깊다.

### 전기회로
전기 회로는 전기가 흐를 수 있도록 전원과 함께 설치된 닫힌 회로다. 회로에는 저항기, 축전기, 코일 등 다양한 전기적 소자가 전기 전도체인 전선에 의해 연결된다.

### 전력
전기에너지의 힘
직류에서의 전력 공식은 P=VI
교류에선 전력이 세가지로 피상전력,무효전력,유효전력이 있다.

### 전자공학
전자공학은 구동력으로서 전력을 이용하는 구성장치, 시스템 또는 여러 장비들을 개발하기 위하여 전자들의 운동에 대한 영향과 행동에 대한 과학적 지식을 연구하는 공학의 한 분야이다.

### 전자기파
전자기파는 특정 전자기적인 과정에 의해 복사되는 에너지이다. 가시광선도 전자기파에 속하며 전파, 적외선, 자외선, X선 같은 전자기파들은 우리 눈에 보이지 않는다.
고전 역학에서 전자기복사는 동시에 진동하는 전기장과 자기장으로 구성된 전자기파로 이루어진다. 또한 이들은 진공에서 빛의 속력으로 전달된다. 두 장의 진동은 서로 수직이며 진행방향에 수직이고 횡파이다. 전자기파는 진동수가 크거나 작은 순서대로 전자기파 스펙트럼을 형성하는데 여기에 라디오파, 마이크로파, 적외선, 가시광선, 자외선, X선, 감마선이 포함된다.

## 생산과 이용

### 산업에 미친 영향
클레이튼 크리스텐슨(Clayton Christensen)은 파괴적 기술이 아주 잘나가는 기업들을 몰락시키는 일이 얼마나 자주 일어나는지를 조명함으로써 경제학계에서 명성을 얻었다. '전기화'는 역사상 가장 파괴적인 기술 중 하나였다. 이는 21세기의 ICT 혁명에 따른 '디지털화'에 버금가는 수준이었다. 20세기의 처음 몇십 년 동안 전기화는 미국 제조업에 마치 대량 멸종에 흡사한 위기를 야기했다.
20세기가 시작될 때 미국의 제조업은 '산업의 트러스트(industrial trusts)'라고 불리는 기업들이 지배하고 있었다. 이 기업들은 합병을 통해 독접적 지위를 구축한 대기업들이었다. 이 대기업의 소유주들은 생산, 구매, 유통, 판매 등에서 규모의 경제를 이용하고자 했다. 몇몇 트러스트 소유주들은 시장을 독접함으로써 가격을 결정할 힘을 확보할 만큼 거대한 기업 집단을 구축하기를 원했다. 1904년에 발표된 한 조사 결과를 보면 그런 트러스트가 300개가 넘었다.
당시 미국 산업 트러스트는 장기간 동안 지배를 유지할 것처럼 보였다. 자본이 충분했고, 1세대 전문 경영자들이 운영했고, 새로운 기술에 결코 적대적이지 않았다. 미국 산업 트러스트는 전신을 통해 통신하고, 철도로 상품을 실어 나르는 것이 좋다는 점을 금방 알았으며, 공장을 증기력에서 전력으로 바꿀 의향도 갖고 있었다. 그러나 전기화가 확산될 때 이를 계속 실행해 나갈 수 있을 정도로 - 즉 사업 분야의 많은 영역들에서 - 모두가 자원과 역량이 충분했던 것은 아니었다.
경제학자 쇼 리버모어(Shaw Livermore)가 1935년에 발표한 설문조사 결과에 다르면, 1888~1905년에 설립된 산업 트러스트 중 1930년대 초에 도산한 사례가 40퍼센트를 넘었다. 또 11퍼센트는 "서류상으로 좋은 점과 나쁜 점이 뒤섞인 ... '비틀거리는' 집단들이었다. ... 대체로 조사한 기간 중 최근 몇 년 사이에 상황이 더 나빴다"고 밝혔다. 살아남은 트러스트 중 대부분은 규모가 훨씬 축소되었다. 경제학자 리처드 케이브스(Richard Caves) 연구진이 조사한 바에 따르면, 1905년에 시장 지배력을 발휘한 기업 중 49곳이 1929년에도 존속했지만, 이 기업들의 시장점유율은 평균 69퍼센트에서 45퍼센트로 3분의 1 이상 감소되었다고 한다.

## 같이 보기
- 앙페르의 회로법칙
- 전기적 위치 에너지
- 수류의 유추
- 발전